# Jean-Pierre Bacri
Jean-Pierre Sauveur Bacri conegut com a Jean-Pierre Bacri   (Bou Ismail, 24 de maig de 1951 - 6è districte de París, 18 de gener de 2021) va ser un actor, guionista i dramaturg francès.
És autor de nou guions escrits amb Agnès Jaoui, cinc dels quals ella dirigeix i en els quals ell interpreta. El gust dels altres va ser nominada a l'Oscar a la millor pel·lícula de parla no anglesa l'any 2001 i Com una imatge va rebre el premi al millor guió al Festival de Cannes 2004.
Va col·laborar en diverses ocasions amb els directors Cédric Klapisch, Alain Chabat, Alain Resnais, Claude Berri i Pascal Bonitzer.
Al teatre, va rebre el Molière d'autor el 1992 per Cuisine et Dépendances i el Molière d'humorista el 2017 pel seu paper a Les dones sàvies. Al cinema, va rebre quatre vegades el César al millor guió original, una vegada va guanyar el César al millor actor secundari i va ser nominat sis vegades al César al millor actor.

## Biografia

### Família i formació
Jean-Pierre Bacri va néixer el 24 de maig de 1951 a Castiglione, en una família jueva d'Algèria. Gràcies al seu pare carter durant la setmana i acomodador el cap de setmana al cinema Star de la vile, va descobrir el setè art.
Arribat amb els seus pares a Cannes l'any 1962, va conèixer Cyril de La Patellière al Lycée Carnot, volia ser professor de francès i llatí, després es va ramificar a la banca. Però als 23 ans anys, Jean-Pierre Bacri va deixar la seva feina a Société Générale, va marxar a París i va decidir dedicar-se a la publicitat. Per guanyar-se la vida, treballa en publicitat. Paral·lelament, seguint un dels seus coneguts de Cannes, es va formar com a actor al Cours Simon i al Cours de Jean Périmony, mentre escrivia obres de teatre, entre les quals Le Doux Visage de l'amour per a la qual va rebre el Premi Fundació Vocació el 1979.
L'any 1987 va conèixer Agnès Jaoui, la seva companya a l'obra L'Anniversaire de Harold Pinter, dirigida per Jean-Michel Ribes. Amb ella forma parella a la ciutat fins al 2012. Aleshores es van mantenir a prop i van continuar escrivint i actuant junts al cinema i al teatre.

### Carrera d'actor
El 1979 va interpretar el seu primer paper cinematogràfic, el d'un anestesista, a Le Toubib, però va ser la seva actuació de proxeneta a Le Grand Pardon d'Alexandre Arcady el 1982 el que el va donar a conèixer al gran públic. El seu treball amb Roger Hanin, un pied-noir com ell, va facilitar la trobada amb Arcady, però els dos homes van acabar per caure després de l'obra Argent mon beau amour l'any 1983. En aquell moment, Bacri era proper a Jean-Pierre Bouvier.
Després multiplica els papers secundaris, col·laborant amb diversos directors: Diane Kurys, Claude Lelouch, Claude Pinoteau, Luc Besson, Jean-Michel Ribes, Tony Gatlif, Gérard Krawczyk, Jean-Pierre Mocky, Pierre Tchernia, Jean-Marie Poiré, Yves Boisset i Yves Robert.
Va ser l'any 1986 que el seu nom va començar a aparèixer a la part superior del cartell: per Mort un dimanche de pluie de Joël Santoni, després L'Été en pente douce de Gérard Krawczyk, estrenat el 1987. Va actuar el mateix any a l'obra L'Anniversaire de Harold Pinter, dirigida per Jean-Michel Ribes, amb la seva futura col·lega i companya Agnès Jaoui.
El 1993, l'actor es va fer un nom a la comèdia Cuisine et Dépendances, de la qual també va escriure el guió. Després es va consolidar com a guionista amb la comèdia Smoking / No Smoking d'Alain Resnais, de la qual va coescriure el guió amb Agnès Jaoui. El seu llargmetratge els va valer el César al millor guió original l'any 1994. El tàndem es confirma ràpidament, aquesta vegada també com a actors.
El 1996 els va revelar al gran públic amb la comèdia Un air de famille, adaptació de Cédric Klapisch d'una altra obra coescrita pel tàndem Jabac, segons l'expressió d'Alain Resnais. La pel·lícula els va valer el César al millor guió original l'any 1997.
El mateix any, Jean-Pierre Bacri també es confirma com a actor, dirigint la fantàstica comèdia Didier, el primer llargmetratge d'Alain Chabat. Bacri hi conrea el seu caràcter d'etern queixant. Després, amb la comèdia Coneixem la cançó, una nova comèdia d'Alain Resnais, de la qual Bacri va tornar a coescriure el guió. Aquesta vegada, no només va guanyar el César al millor guió original o adaptació sinó també el César al millor actor secundari.
El 1998, va coprotagonitzar amb Catherine Deneuve, cap de cartell del drama Place Vendôme, dirigida per Nicole Garcia. Aquesta última la va trobar com a actriu de la comèdia Kennedy et moi, dirigida per Sam Karmann, que es va estrenar el 1999.
L'any 2000 li va permetre consolidar-se novament com a autor i actor, amb la pel·lícula El gust dels altres, que aquesta vegada va dirigir Agnès Jaoui. La pel·lícula va ser multipremiada i va valer al duet el seu quart César al millor guió o adaptació original.

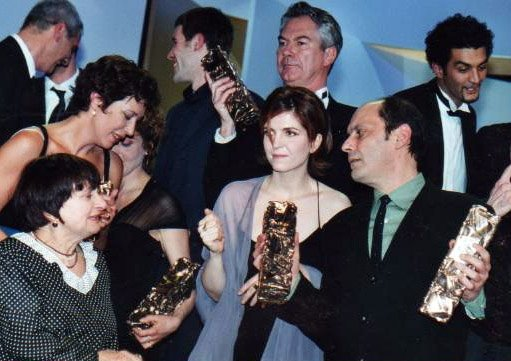
L'actor amb Agnès Jaoui, envoltat de Karin Viard, Anne Alvaro, Agnès Varda, Jalil Lespert i Ramzy Bedia a la 26 cerimònia del César, per El gust dels altres.

Havent esdevingut un estret col·laborador d'Alain Chabat, va participar en el guió de la gran producció d' Astèrix i Obélix: Missió Cleòpatra i també s'encarrega de la narració de la pel·lícula. La pel·lícula és un gran èxit de l'any 2002. Mentrestant, Bacri comparteix el cartell de la comèdia Une femme de ménage, de Claude Berri, amb la jove Émilie Dequenne.
El 2003, amb Nathalie Baye, Isabelle Carré i Melvil Poupaud, va formar part del quartet format per Noémie Lvovsky per a la seva comèdia dramàtica Les Sentiments. Després, el 2004, va compartir el cartell del drama Com una imatge, d'Agnès Jaoui amb la jove Marilou Berry. La pel·lícula va guanyar al duo el Premi de Guió al Festival de Cannes de 2004.
L'any 2005 va decidir patrocinar el col·lectiu Devoirs de Mémoires.
El 2006 es va retrobar amb la directora Nicole Garcia per protagonitzar la comèdia dramàtica Selon Charlie, després el 2008 la seva col·laboradora Agnès Jaoui per a la comèdia dramàtica Parla'm de la pluja, amb Jamel Debbouze, a contracor, per parlar de racisme.
El 2009 va protagonitzar el drama independent Adieu Gary, escrit i dirigit per Nassim Amaouche, després va rodar el thriller de Raphaël Jacoulot, Avant l'aube, el 2011.

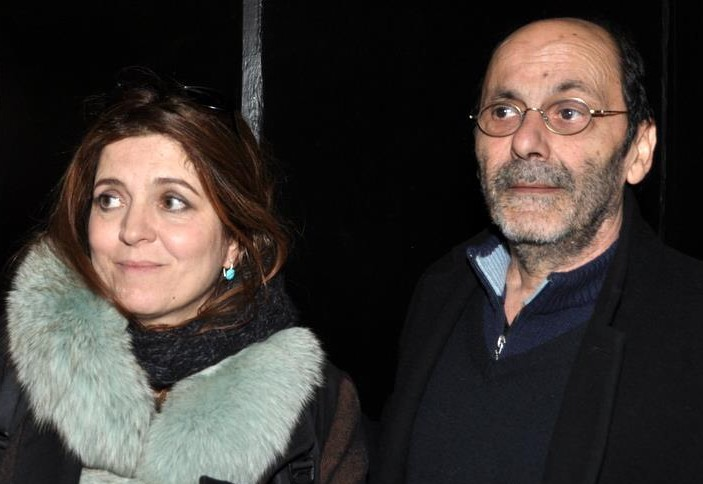
Agnès Jaoui i Jean-Pierre Bacri en una preestrena d'Al final del conte el 2013.

El setembre de 2012, l'actor interpreta el primer paper masculí a la comèdia Cherchez Hortense, dirigida per Pascal Bonitzer.
Després, es va retrobar amb Agnès Jaoui per a un sisè llargmetratge, la fantàstica comèdia Al final del conte, que es va estrenar el 2013. Bacri hi interpreta a un instructor de conducció, creient irremeiablement que ha arribat la seva última hora. Agathe Bonitzer, Arthur Dupont i Benjamin Biolay formen el repartiment principal.
L'any 2015 s'estrena la comèdia dramàtica La Vie très privée de Monsieur Sim, dirigida per Michel Leclerc, on l'ajuda Isabelle Gélinas.
El 2016, es va reunir amb Pascal Bonitzer per a la comèdia Tout de suite maintenant, on va fregar notablement amb Agathe Bonitzer, Vincent Lacoste i Lambert Wilson.
L'any següent, va encapçalar dos llargmetratges: al juny, la sàtira de Grand Froid, on és assistit per Arthur Dupont i Olivier Gourmet; a l'octubre la comèdia dramàtica C'est la vie, escrita i dirigida per un altre duet de cinema francès, Olivier Nakache i Éric Toledano. Fidel a Alain Chabat, també va aparèixer a la comèdia Santa et Cie.
El 2018 va trobar per primera vegada Agnès Jaoui per a la sàtira Place publique. Després, interpreta els patriarques a la comèdia dramàtica Family photo. L'actor hi té una parella particular, Chantal Lauby.

### Compromís polític
Compromés amb l'esquerra, va ser membre, el 2014, de la comissió de suport a la candidatura d'Anne Hidalgo a l'alcaldia de París.

### Mort i homenatges
Jean-Pierre Bacri mor de càncer el 18 de gener de 2021 a Paris 6è, als 69 ans anys. El món de la cultura i els personatges públics li retre homenatge. L'actor Alain Chabat declara: "Vaig adorar Jean-Pierre Bacri abans de conèixer-lo i encara més després. Tant si ens vam creuar com si no, era el nostre amic. Tantes raons per estimar-lo.». El president de la República Emmanuel Macron va dir que Jean-Pierre Bacri "tenia sentit de la celebració i gust pels altres. Jean-Pierre Bacri, el més tendre dels nostres denunciants ha desaparegut. Com una imatge, la seva humanitat lacònica i sensible seguirà poblant les nostres vides.».
Les cadenes de televisió també adapten la seva programació per homenatjar l'humorista. El 24 de gener s'emet per primera vegada en clar a TF1 C'est la vie d'Éric Toledano i Olivier Nakache, que és un dels últims papers principals de Bacri al cinema. La pel·lícula aconsegueix la millor audiència de l'any per una pel·lícula mostrada a la televisió, amb 7,5 milions d'espectadors.
El seu funeral va tenir lloc en privat el 26 de gener al crematori del cementiri del Père-Lachaise. Les seves cendres van ser lliurades a la família.
Durant els 46ens Premis César, es va emetre un homenatge a Jean-Pierre Bacri. Se li va concedir a títol pòstum un Cèsar honorari.
El gener de 2022 France Télévisions celebra el primer aniversari de la seva mort emetent una sèrie de pel·lícules i reportatges també disponibles a la pàgina web del grup.

### Vida privada
Va compartir la vida d'Agnès Jaoui del 1987 al 2012. Després de la seva separació, la parella es va mantenir unida i seguien treballant junts.

## Teatre
- 1977: Tout simplement
- 1978: Le Timbre
- 1979: Le Doux Visage de l'amour
- 1980: Quand je serai grand escrit amb Sam Karmann
- 1980: Le Grain de sable
- 1991: Cuisine et Dépendances escrit amb Agnès Jaoui
- 1996: Un air de famille escrit amb Agnès Jaoui

### Actor
- 1977: Les Catcheuses - posada en escena: Jean-Louis Manceau
- 1977: Lorenzaccio - posada en escena: Jean-Pierre Bouvier
- 1977: Ruy Blas - posada en escena: Jean-Pierre Bouvier - Don Cesar
- 1978: Don Juan - posada en escena: Jean-Pierre Bouvier - Sganarelle
- 1980: Ceux qui font les clowns - posada en escena: Jean-Pierre Bouvier
- 1980: Le Cocu magnifique - posada en escena: Roger Hanin - Petrus
- 1981: Le Grain de sable de Jean-Pierre Bacri, posada en escena de Jean-Pierre Bouvier, Théâtre des Mathurins
- 1983: Argent mon bel amour - posada en escena: Roger Hanin
- 1983: Batailles de Jean-Michel Ribes et Roland Topor, posada en escena: Jean-Michel Ribes, Théâtre de l'Athénée
- 1986: Mort un dimanche de pluie, posada en escena: Joël Santoni
- 1987: L'Anniversaire d'Harold Pinter, posada en escena de Jean-Michel Ribes, Théâtre Tristan-Bernard
- 1991: Cuisine et Dépendances d'Agnès Jaoui et Jean-Pierre Bacri, posada en escena de Stéphan Meldegg, Théâtre La Bruyère, Georges
- 1994:  Un air de famille : Henri Ménard
- 2005: Schweyk dans la Deuxième Guerre mondiale de Bertolt Brecht, posada en escena de Jean-Louis Martinelli, Théâtre Nanterre-Amandiers: Schweik
- 2016: Les Femmes savantes de Molière, posada en escena de Catherine Hiegel, Théâtre de la Porte-Saint-Martin

## Filmografia

### Cinema

#### Guionista
- 1993: Cuisine et Dépendances escrit amb Agnès Jaoui i Philippe Muyl, adaptat de l'obra de teatre del mateix nom, escrit per ell mateix i Agnès Jaoui
- 1993: No Smoking escrit amb Agnès Jaoui
- 1996: Un air de famille escrit amb Agnès Jaoui i Cédric Klapisch adaptat de l'obra de teatre del mateix nom, escrit per ell mateix i Agnès Jaoui
- 1997: Coneixem la cançó escrit amb Agnès Jaoui
- 2000: El gust dels altres escrit amb Agnès Jaoui
- 2004: Com una imatge escrit amb Agnès Jaoui
- 2008: Parla'm de la pluja escrit amb Agnès Jaoui
- 2013: Al final del conte escrit amb Agnès Jaoui
- 2018: Place publique escrit amb Agnès Jaoui

#### Actor

##### Llargmetratges
- 1979: Le Toubib de Pierre Granier-Deferre: l'anestesista
- 1980: La Femme intégrale de Claudine Guilmain: Léonardo l'italià
- 1982: Le Grand Pardon d'Alexandre Arcady: Jacky Azoulay
- 1983: Le Grand Carnaval d'Alexandre Arcady: Norbert Castelli
- 1983: Coup de foudre de Diane Kurys: Costa
- 1983: Édith et Marcel de Claude Lelouch
- 1984: La Septième Cible de Claude Pinoteau: inspector Daniel Esperanza
- 1985: Subway de Luc Besson: inspector Batman
- 1985: Escalier C de Jean-Charles Tacchella: Bruno
- 1985: On ne meurt que deux fois de Jacques Deray: barman
- 1986: Chère canaille de Stéphane Kurc: Francis Lebovic
- 1986: La Galette du roi de Jean-Michel Ribes
- 1986: Suivez mon regard de Jean Curtelin
- 1986: États d'âme de Jacques Fansten
- 1986: Mort un dimanche de pluie de Joël Santoni: David Briand
- 1986: Rue du départ de Tony Gatlif: l'home a la BMW
- 1987: L'Été en pente douce de Gérard Krawczyk: Stéphane Leheurt (Fane)
- 1988: Les Saisons du plaisir de Jean-Pierre Mocky: Jacques
- 1988: Bonjour l'angoisse de Pierre Tchernia: Desfontaines
- 1989: Mes meilleurs copains de Jean-Marie Poiré: Éric Guidolini (Guido)
- 1990: La Baule-les-Pins de Diane Kurys: Léon
- 1991: La Tribu d'Yves Boisset: Roussel
- 1992: Le Bal des casse-pieds d'Yves Robert
- 1992 : L'Homme de ma vie de Jean-Charles Tacchella: Malcolm
- 1993: Cuisine et Dépendances de Philippe Muyl: Georges
- 1994: La Cité de la peur d'Alain Berberian: projectionista nº 3
- 1996 : Un air de famille de Cédric Klapisch: Henri Ménard
- 1997 : Didier d'Alain Chabat: Jean-Pierre Costa
- 1997 : On connaît la chanson d'Alain Resnais: Nicolas
- 1998 : Place Vendôme de Nicole Garcia: Jean-Pierre
- 1999 : Peut-être de Cédric Klapisch: el pare de Philippe i Clotilde
- 1999 : Kennedy et moi de Sam Karmann: Simon Polaris
- 2000 : Le Goût des autres d'Agnès Jaoui: Jean-Jacques Castella
- 2002 : Une femme de ménage de Claude Berri: Jacques Gauthier
- 2003 : Les Sentiments de Noémie Lvovsky: Jacques Roux
- 2004 : Comme une image d'Agnès Jaoui: Étienne Cassard
- 2006 : Selon Charlie de Nicole Garcia: Jean-Louis Bertagnat
- 2008 : Parlez-moi de la pluie d'Agnès Jaoui: Michel Ronsard
- 2009 : Adieu Gary de Nassim Amaouche: Francis Revel
- 2011 : Avant l'aube de Raphaël Jacoulot: Jacques Couvreur
- 2012 : Cherchez Hortense de Pascal Bonitzer: Damien Hauer
- 2013 : Au bout du conte d'Agnès Jaoui: Pierre
- 2015 : La Vie très privée de Monsieur Sim de Michel Leclerc: Monsieur Sim
- 2016 : Tout de suite maintenant de Pascal Bonitzer: Serge
- 2017 : Grand Froid de Gérard Pautonnier: Georges
- 2017 : C'est la vie d'Olivier Nakache i Éric Toledano: Max, l'organitzador de la festa de matrimoni
- 2017 : Santa et Cie d'Alain Chabat: el Pare Noel
- 2018: Place publique d'Agnès Jaoui: Castro
- 2018 : Photo de famille de Cécilia Rouaud: Pierre

##### Curtmetratges
- 1978: Le Goût étrange de Juliette de Sylvain Madigan
- 1987: Sale Temps d'Alain Pigeaux (només veu)
- 1994: Perle rare d'Olivier Doran: Étienne Behr
- 1994 : Bazooka de Laurent Brochand
- 1997: La Méthode de Thomas Béguin: Paul
- 1998: Un dimanche matin à Marseille de Mario Fanfani: Béranger

### Televisió
- 1978: Les Enquêtes du commissaire Maigret, episodi : Maigret et le Tueur de Marcel Cravenne: Julien Mila
- 1979: L'Éblouissement de Jean-Paul Carrère: Jean-Pierre
- 1979: Thanatos Palace Hôtel de James Thor: Jean Monnier
- 1980: Le Fourbe de Séville d'Édouard Logereau (basat en El Burlador de Sevilla y convidado de piedra: Octavio
- 1980: La Vénus d'Ille de Robert Réa: Alphonse
- 1980: L'Aéropostale, courrier du ciel de Gilles Grangier: Beauregard
- 1980: Au théâtre ce soir: Trésor de Jean Marsan d'après Roger MacDougall, poesada en escena de Jean-Pierre Bouvier, realització de Pierre Sabbagh, Théâtre Marigny: el metge
- 1981: Le Cocu magnifique de Marlène Bertin: Petrus
- 1981: Henri IV de Jeannette Hubert: Landolf
- 1982: Au théâtre ce soir : Histoire de rire d'Armand Salacrou, poesada en escena de Jean-Laurent Cochet, realització de Pierre Sabbagh, Théâtre Marigny: Gérard
- 1984: Batailles de Jean-Michel Ribes
- 1990: Les Cadavres exquis de Patricia Highsmith (episodi Pour le restant de leurs jours) de Peter Kassovitz: Luc
- 2014-2015: Frères d'armes, sèrie de televisio històrica de Rachid Bouchareb i Pascal Blanchard: presentació de Roger Allouès i Alphonse Juin

## Publicació
- Alain Resnais, les coulisses de la création - Entretiens avec ses proches collaborateurs, de François Thomas, Armand Colin, 2016

## Honors

### Cinema
| Recompensa                    | Curs | Categoria                                                    | Pel·lícula                                         | Estat     |
| ----------------------------- | ---- | ------------------------------------------------------------ | -------------------------------------------------- | --------- |
| Cèsar                         | 1986 | Millor actor secundari                                       | Metro                                              | Nominat   |
| Cèsar                         | 1994 | Millor guió original o adaptació (juntament amb Agnès Jaoui) | Fumar / No Fumar                                   | Guanyador |
| Cèsar                         | 1997 | Millor guió original o adaptació (juntament amb Agnès Jaoui) | Un air de famille                                  | Guanyador |
| Cèsar                         | 1998 | Millor guió original o adaptació (juntament amb Agnès Jaoui) | Coneixem la cançó                                  | Guanyador |
| Cèsar                         | 1998 | Millor actor secundari                                       | Coneixem la cançó                                  | Guanyador |
| Cèsar                         | 2000 | Millor actor                                                 | Kennedy et moi                                     | Nominat   |
| Cèsar                         | 2001 | Millor guió original o adaptació (juntament amb Agnès Jaoui) | El gust dels altres                                | Guanyador |
| Cèsar                         | 2001 | Millor actor                                                 | El gust dels altres                                | Nominat   |
| Cèsar                         | 2004 | Millor actor                                                 | Les Sentiments                                     | Nominat   |
| Cèsar                         | 2005 | Millor guió original o adaptació (juntament amb Agnès Jaoui) | Com una imatge                                     | Nominat   |
| Cèsar                         | 2013 | Millor actor                                                 | Cherchez Hortense                                  | Nominat   |
| Cèsar                         | 2016 | Millor actor                                                 | La Vie très privée de Monsieur Sim                 | Nominat   |
| Cèsar                         | 2018 | Millor actor                                                 | C'est la vie                                       | Nominat   |
| Cèsar                         | 2021 | Cèsar honorari                                               | Cèsar honorari pòstum per tota la seva trajectòria | Guanyador |
| Premis Lumières               | 1997 | Millor guió (juntament amb Agnès Jaoui)                      | Un air de famille                                  | Guanyador |
| Premis Lumières               | 2001 | Millor guió (juntament amb Agnès Jaoui)                      | El gust dels altres                                | Guanyador |
| Premis Lumières               | 2018 | Millor actor                                                 | C'est la vie                                       | Nominat   |
| estrelles d'or                | 2000 | Millor actor                                                 | Kennedy et moi                                     | Guanyador |
| estrelles d'or                | 2005 | Millor guió (juntament amb Agnès Jaoui)                      | Com una imatge                                     | Guanyador |
| Festival de cinema de Cabourg | 2000 | Golden Swann al millor actor                                 | El gust dels altres                                | Guanyador |
| Festival de cinema de Cannes  | 2004 | Premi de guió (conjuntament amb Agnès Jaoui)                 | Com una imatge                                     | Guanyador |
| Premi de Cinema Europeu       | 1998 | Millor guionista (juntament amb Agnès Jaoui)                 | Coneixem la cançó                                  | Nominat   |
| Premi de Cinema Europeu       | 2000 | Millor guionista (juntament amb Agnès Jaoui)                 | El gust dels altres                                | Guanyador |
| Premi de Cinema Europeu       | 2004 | Millor guionista (juntament amb Agnès Jaoui)                 | Com una imatge                                     | Guanyador |
| Premi René Clair              | 2001 |                                                              |                                                    | Guanyador |

### Teatre
| Recompensa            | Curs | Categoria                                                                             | Habitació              | Estat     |
| --------------------- | ---- | ------------------------------------------------------------------------------------- | ---------------------- | --------- |
| Nit de les Molières   | 1992 | Molière del Teatre Privat (conjuntament amb Agnès Jaoui i Stéphan Meldegg)            | Cuisine et Dépendances | Nominat   |
| Nit de les Molières   | 1992 | Molière al millor espectacle d'humor (conjuntament amb Agnès Jaoui i Stéphan Meldegg) | Cuisine et Dépendances | Guanyador |
| Nit de les Molières   | 1992 | Molière d'autor (conjuntament amb Agnès Jaoui)                                        | Cuisine et Dépendances | Guanyador |
| Nit de les Molières   | 1992 | Molière de la revelació teatral                                                       | Cuisine et Dépendances | Nominat   |
| Nit de les Molières   | 1995 | Molière del Teatre Privat (conjuntament amb Agnès Jaoui i Stéphan Meldegg)            | Un air de famille      | Nominat   |
| Nit de les Molières   | 1995 | Molière al millor espectacle d'humor (conjuntament amb Agnès Jaoui i Stéphan Meldegg) | Un air de famille      | Guanyador |
| Nit de les Molières   | 1995 | Molière d'autor (conjuntament amb Agnès Jaoui)                                        | Un air de famille      | Nominat   |
| Nit de les Molières   | 2017 | Molière de l'actor en un espectacle de teatre privat                                  | Les dones sàvies       | Guanyador |
| Premi Tristan Bernard | 1982 |                                                                                       | Le Grain de sable      | Guanyador |